# Phrynosomatidae
Los frinosomátidos (Phrynosomatidae) son una familia de lagartos conocidos como lagartijas espinosas. Poseen ojo parietal, escamas variables que van desde las punteadas con quilla o sin quilla, hasta las mucronadas. Viven entre las rocas, en el suelo, en vegetación arbustiva, arborícola, bajo troncos o bajo rocas. Distribuidas por Norteamérica y Centroamérica. 

## Clasificación
Se reconocen los siguientes géneros:
- Género Callisaurus Blainville, 1835
- Género Cophosaurus Troschel, 1852
- Género Holbrookia Girard, 1851
- Género Petrosaurus Boulenger, 1885
- Género Phrynosoma Wiegmann, 1828
- Género Sceloporus Wiegmann, 1828
- Género Uma Baird, 1859
- Género Urosaurus Hallowell, 1854
- Género Uta Baird & Girard, 1852